# Victoria Braithwaite
Victoria A. Braithwaite (19 juillet 1967 - 30 septembre 2019) était une scientifique britannique qui était professeur de comportement animal et de cognition à l'Université d'État de Pennsylvanie. Elle a été la première personne à démontrer que les poissons ressentent de la douleur, ce qui a eu un impact sur la recherche sur le bien-être animal et a modifié les lignes directrices pour le traitement des poissons dans les laboratoires et les pêcheries du Royaume-Uni, d'Europe et du Canada.

## Jeunesse et éducation
Braithwaite est née à Bradford. Sa mère, June Pickles, était présidente du banc des magistrats de Halifax et son père, Alan Braithwaite, était directeur d'une société. Elle a fréquenté la Bradford Grammar School, où elle n'a pas été encouragée à postuler à l'Université d'Oxford. Elle n'a pas suivi ce conseil et a finalement obtenu son diplôme de premier cycle en zoologie et son doctorat, soutenu par une bourse Christopher Welch, au Somerville College d'Oxford. Sa thèse a examiné les informations visuelles utilisées par les pigeons voyageurs pour retourner dans leurs nids. Elle a démontré que les oiseaux rentrent plus vite chez eux lorsqu'ils voient leur environnement avant d'être relâchés. Elle a rejoint l'Université de Glasgow où elle a étudié les capacités cognitives du saumon. C'est au cours de ce projet qu'elle s'est intéressée au comportement animal.

## Recherche et carrière
Braithwaite a passé sa carrière à enquêter sur les capacités cognitives des poissons et d'autres animaux. Elle a montré que les poissons qui vivent dans des environnements stables (comme les étangs) utilisent des marqueurs visuels pour se guider, tandis que les poissons qui vivent dans les rivières apprennent les directions en utilisant des séquences (comme gauche, droite, gauche, droite). Ses recherches ont été les premières à montrer que la cognition d'un animal est façonnée par le monde dans lequel il vit. Pour reconnaître sa contribution à notre compréhension de la navigation animale, Braithwaite a été élue au Royal Institute of Navigation en 2005.
Elle a déménagé à l'Université d'Édimbourg en 1995 où elle s'est dédiée à déterminer si les poissons ressentaient ou non de la douleur – qu'on appelle la nociception. S'il était bien entendu que les poulets et les moutons ressentaient de la douleur, avant Braithwaite, on ne savait pas si le poisson en souffrait ou non. Elle a démontré que les poissons ressentaient de la douleur à l'aide d'une série d'expériences, dont la première comprenait la démonstration que les poissons possédaient la bonne anatomie pour détecter la douleur (nocicepteurs),. Elle a montré que les poissons produisent des opioïdes analgésiques de la même manière que les mammifères. Elle a ensuite cherché à savoir s'ils répondaient ou non aux stimuli et a démontré que ces récepteurs ressentent des dommages corporels et que le comportement des poissons est différent lorsqu'ils sont exposés à un stimulus désagréable. Elle a ensuite démontré que les poissons qui avaient été exposés à un stimulus désagréable, par exemple le vinaigre, se comportaient différemment lorsqu'ils étaient amenés à effectuer des tâches après avoir pris des analgésiques humains. Son travail a changé les protocoles régissant la façon dont les poissons sont traités dans les laboratoires et les pêcheries du Royaume-Uni, d'Europe et du Canada,. À partir de 2019, d'autres pays envisageaient également d'apporter de tels changements.
Braithwaite a rejoint la Pennsylvania State University en 2007, où elle a été nommée professeur de pêche et de biologie,. Ici, elle a démontré que le fait d'offrir un environnement plus naturel aux poissons avait un impact sur leurs capacités cognitives et leur probabilité de survivre dans le monde. Avant les travaux de Braithwaite, les poissons élevés dans des bassins ne survivaient pas lorsqu'ils étaient relâchés dans la nature. En tant que chercheur invité à l' Institut d'études avancées de Berlin en 2015, Braithwaite a analysé les conclusions qu'on pourrait tirer sur la douleur animale et d'autres états émotionnels. Elle s'est vue offrir le poste de directeur de l'IGB Leibniz-Institute of Freshwater Ecology and Inland Fisheries en 2018 mais n'a pas pu assumer le poste.

## Vie personnelle
Braithwaite en 1992 a épousé et finalement divorcé le biologiste évolutionniste Andrew Read. Ensemble, ils ont eu deux fils. En 2015, elle a reçu un diagnostic de cancer du pancréas. Elle est décédée le 30 septembre 2019.

### Sélection de publications
Ses publications comprennent :
- Braithwaite, « Do fishes have nociceptors? Evidence for the evolution of a vertebrate sensory system », Proc. R. Soc. Lond., vol. 270, no 1520,‎ 2003, p. 1115–1121 (PMID 12816648, PMCID 1691351, DOI 10.1098/rspb.2003.2349)
- Braithwaite, « The evolution of sex differences in spatial ability », Behavioral Neuroscience, vol. 117, no 3,‎ 2003, p. 403–411 (PMID 12802870, DOI 10.1037/0735-7044.117.3.403)
- Braithwaite, « In situ examination of boldness–shyness traits in the tropical poeciliid, Brachyraphis episcopi », Animal Behaviour, vol. 70, no 5,‎ 2005, p. 1003–1009 (DOI 10.1016/j.anbehav.2004.12.022, lire en ligne)
- Victoria Braithwaite, Do Fish Feel Pain?, Oxford University Press, 2010 (ISBN 9780191613968)

## Prix et distinctions
- 2005 Fellow de l' Institut royal de navigation [13]
- 2006 Fisheries Society of the British Isles Medal
- 2016 Fellow de la Linnean Society of London